# Fotografija
Fotografíja je tehnika trajnega zapisovanja slike na različne načine: kemično, mehansko ali digitalno. Beseda izhaja iz grških besed starogrško φωτος: photos - svetloba + starogrško γραφις: graphis - pisalo ali starogrško γρφη: graphê - risanje s svetlobo.
O nastanku fotografije kroži veliko zgodbic, vendar je najbolj zanimiva tista, ki jo je objavil človek po imenu de la Roche v svojem delu Giphantie leta 1741. Že takrat si je zamislil material, ki bi zajemal barve narave na trdo ploščo, pokrito z neznano snovjo, ki bi jo morali razvijati le v temi, da bi postala vidna tudi podnevi. S tem je praktično napovedal nastanek fotografije, kot jo poznamo še danes.
Besedo »fotografija« so prvič uporabili leta 1839, ustvaril pa jo je sir John Frederick William Herschel. Seveda pa objava imena fotografije nima nič skupnega z začetkom oziroma izumom fotografije, saj je ta nastala že veliko časa nazaj, in sicer v optični fazi že v letu 1519, ko so izumili camero obscuro. Fotografija, kot jo poznamo danes, je nastala leta 1827, ko je Joseph Nicéphore Niepce izumil material, ki se je strdil pri stiku s svetlobo. Potreben čas osvetlitve tega materiala je bil 8 ur.

## Delovanje fotoaparata
Najpomembnejši sestavni del fotoaparata je objektiv, saj le ta ustvari samo sliko. Pri objektivu sta pomembni dve vrednosti: goriščna razdalja in svetlobna jakost. Prva pove, koliko je sredina objektiva oddaljena od filma oziroma svetlobnega tipala in vpliva na to, kako velik bo objekt na fotografiji. Daljša ko je goriščnica, bolj objektiv približa fotografirani prizor. Svetlobna jakost pa je razmerje med odprtino v zaslonki, skozi katero prihaja svetloba, in razdaljo do ploskve, na katero pada. Odprtina zaslonke v objektivu je iz lamel. Z njimi se uravnava količino svetlobe, ki pade na senzor. Večja je odprtina, več svetlobe pade na tipalo in krajši osvetlitveni čas bomo potrebovali. Prav tako velja, da je pri večji odprtosti zaslonke globinska ostrina manjša, kar pomeni, da je območje na fotografiji, ki je ostro, manjše, kar omogoči izoliranje objekta od ozadja. Zaslonka se označuje s f-stopnjami, pri čemer velja, da manjša številka v imenovalcu pomeni večjo zaslonko. Tako pri zaslonki f/1.4 na medij pade dvakrat več svetlobe kot pri zaslonki f/2.8. Na objektivu se sliko tudi sliko, bodisi ročno bodisi samodejno z mehanizmom v fotoaparatu (temu pravimo avtofokus – AF)
Skozi objektiv gre svetloba naprej v ohišje samega fotoaparata. Pri zrcalno-refleksnih fotoaparatih se odbije od zrcala v prizmo, ki jo nato projecira v iskalo, kjer lahko sliko vidi fotograf sam. Tega procesa ni pri fotoaparatih z optičnim iskalom, saj pri teh gledamo skozi ločeno iskalo. Za zrcalom je zaklop. Za njim pa se nahaja medij, ki ohrani sliko, ki jo je oblikoval objektiv. Mediji so lahko različni. To je lahko npr. mokra plošča, film ali digitalni senzor. Do prihoda digitalnih fotoaparatov je dominiral maloslikovni film 35mm formata. Sedaj se v večini fotoaparatov nahahajo digitalni senzorji, saj je fotografiranje z njimi cenejše, a ima film še vedno svoje prednosti.
Vsak medij ima določeno občutljivost, ki se sporoča povečini v ISO standardu. Večja kot je občutljivost, manj svetlobe je potrebno, da se izoblikuje slika - obenem pa je slika bolj zrnata.
Koliko časa svetloba pada na film, se uravnava s hitrostjo zaklopa oz. shutter speed. Časi osvetlitve v profesionalnih zrcalno refleksnih fotoaparatih segajo od 1/8000 sekunde in 30 sekund ter bulb nastavitve, pri kateri je zaklop odprt, dokler ga ne zapremo. Če so na fotografiji premikajoči objekti, jih s kratkim osvetlitvenim časom zamrznemo, z dolgim pa zabrišemo.

Optimalno osvetlitev fotografije se doseže z uravnavanjem treh elementov: zaslonke, časa osvetlitve ter občutljivostjo filma (ISO). V večini kamer se nahaja svetlomer, ki na podlagi svetlobne situacije sam izračuna najbolj primerno razmerje teh treh elementov.

## Razvoj fotografskih zvrsti
Kakor se je razvijala fotografija in fotografska tehnika so se razvijale tudi posamezne fotografske zvrsti, kot so:
- umetniška fotografija,
- reporterska fotografija - (večinoma povezana s fotografiranjem za časopise),
- športna fotografija,
- krajinska fotografija,
- arhitekturna fotografija,
- medicinska fotografija,
- znanstvena fotografija,
- aerofotografija,
- astrofotografija,